# غارمول
غارمول (باللاتينية: Gasmulem)‏ كان ملكًا بربريًا للمملكة المورية الرومانية والذي دمر الجيش البيزنطي في عام 571، شن غارات على الأراضي البيزنطية وقد أشار جون بيكلارو لقتل قوات غارمول في معركة لثلاثة جنرالات متتابعين (القائد البرايتوري ثيودور وقائد الجنود ثيوكتيستوس في 570، وخليفة قائد الجنود أمبيليس في 571).